# Mook en Middelaar
Mook en Middelaar ( udtale ?; Limburgsk: Mook en Middelar) er en kommune og en by, beliggende i den sydlige provins Limburg i Nederlandene. Kommunens areal er på 18,81 km², og indbyggertallet er på 7.738 pr. 1. april 2016.
Slaget ved Moockerheide den 14. april 1574, er et vigtig del af det nederlandske historie. Her blev grev Lodewijk af Nassau (1538-1574) og hans bror grev Hendrik af Nassau (1550-1574) dræbt. Det var en stort nederlag for Vilhelm af Oranien.

## Kernerne
Mook en Middelaar Kommunen består af følgende landsbyer og bebyggelser.
- Landsbyer:
  - Middelaar (Middelar)
  - Molenhoek (De Meulenhoek)
  - Mook (rådhus)
  - Plasmolen (De Plasmeule)
- Bebyggelser:
  - Bisselt (De Bieselt)
  - Heikant
  - Katerbosch
  - Riethorst

## Galleri
- Middelaar, kirke
- Mookerheide i nærheden af Mook
- Mook, kirke
- Mookerplas
- Mooks forhenværende rådhus
- Mook ved Maas